# Jorge Barlin

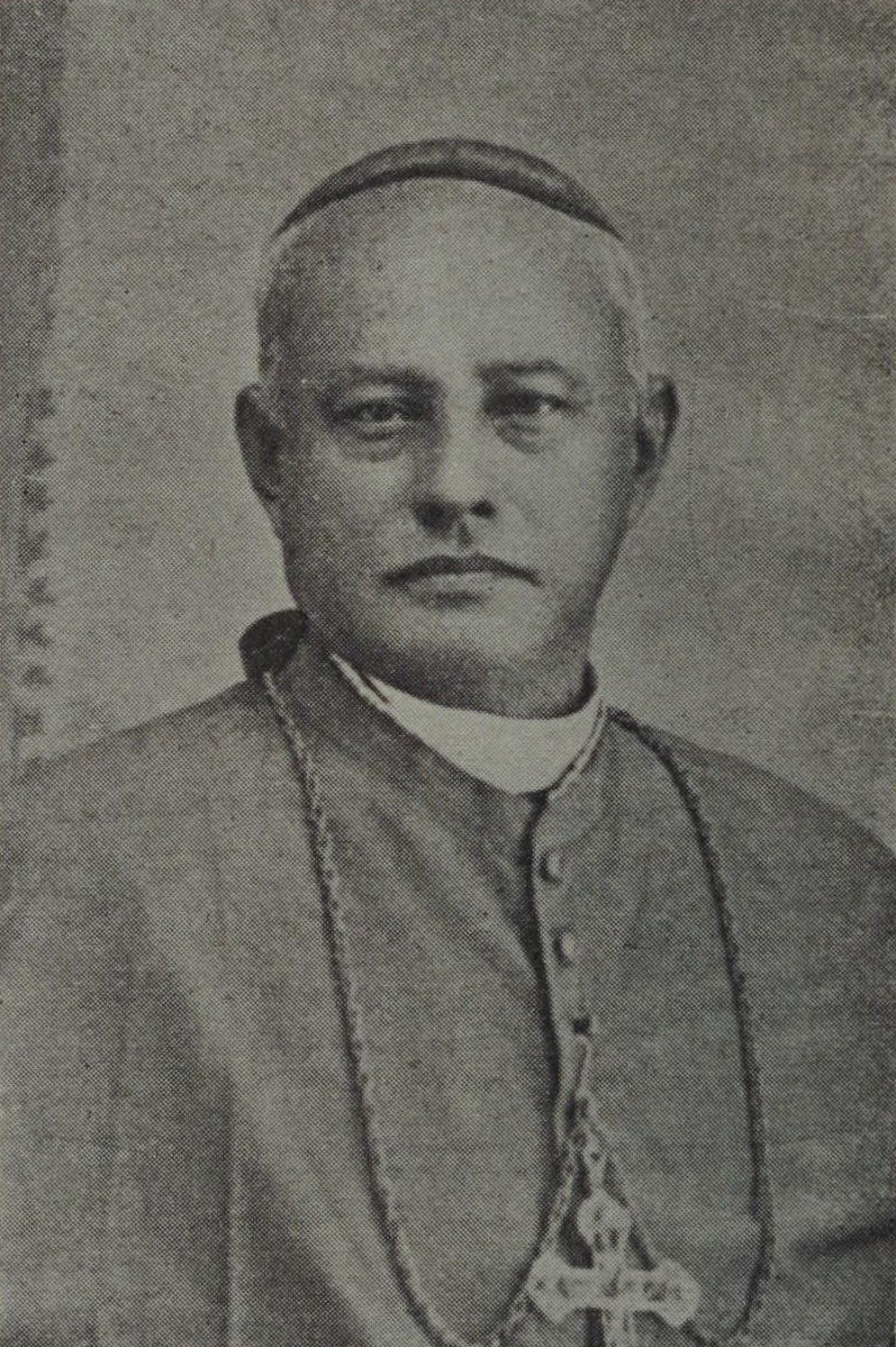
Jorge Barlin

Jorge Imperial Barlin (Baao, 23 april 1852 - Rome, 4 september 1909) was een Filipijnse rooms-katholieke geestelijke. Barlin werd in 1905 tot bisschop van Nueva Caceres benoemd. Hij was daarmee de eerste bisschop van Filipijnse afkomst.

## Biografie
Jorge Barlin werd geboren op 23 april 1852 in Ambos Camarines, het tegenwoordige Baao in de Filipijnse provincie Camarines Sur. Zijn ouders waren Mateo A. Barlin en Francisca Imperial. Barlin begon al vroeg met studeren in een Dominicaans seminarie en werd in 1874 tot priester gewijd. Dit was in een periode dat de Spanjaarden Filipijnse priesters vervolgden voor hun streven naar meer gelijke rechten. Zo werden enkele jaren voor de priesterwijding van Barlin de priesters Jose Burgos, Mariano Gómez en Jacinto Zamora geëxecuteerd voor hun vermeende rol bij een opstand in Cavite.
In het begin van zijn kerkelijke carrière was Barlin capellan solio (secretaris) en majordomo (butler) van Francisco Gainza, de bisschop van Nueva Caceres. Na de dood van Gainza werd Barlin in 1880 benoemd tot priester in Siruma, in het tegenwoordige Camarines Sur. Drie jaar later volgde een aanstelling als priester in het nabijgelegen Lib-og, het tegenwoordige Santo Domingo. Na de benoeming van Arsenio del Campo tot bisschop van Nueva Caceres in 1987 werd hij door Del Campo benoemd tot vicar forane van de provincie Sorsogon en priester van provinciale hoofdstad. In de zestien jaar daarop groeide hij uit tot een populair geestelijk leider in deze regio. Na de uitbraak van de Filipijnse revolutie in 1896 bleef het in Sorsogon lange tijd rustig. Pas in 1898 kwamen revolutionaire troepen onder leiding van generaal Ananias Diokno in de buurt van Sorsogon. De Spaanse provinciale gouverneur Villamil droeg daarop in augustus 1898 het politieke leiderschap over aan Barlin en vertrok op 20 september 1898 met schip richting Manilla. Kort daarop arriveerde Diokno en was de provincie in handen van de Filipijnse revolutionaire beweging.
Na de overgang van de Filipijnen van Spanje naar de Verenigde Staten en de daarop volgende uitbraak van de Filipijns-Amerikaanse Oorlog kwam de provincie in april 1901 in handen van de Amerikanen. Kort daarop gaf de Emilio Aguinaldo, de leider van de Filipijnse revolutionaire regering, zich over en was de revolutie feitelijk voorbij. De Katholieke Kerk in de Filipijnen was in die periode sterk verdeeld. Op 17 oktober 1902 brak een deel van de rooms-katholieke priesters weg van de kerk en werd de Philippine Independent Church opgericht. De leider van de nieuwe kerk Gregorio Aglipay bood Barlin de hoogste positie binnen de nieuwe kerk aan. Hij weigerde echter en bleef de Rooms-Katholieke Kerk trouw. Er ontstond daarop in Sorsogon een juridische strijd over de kerkgebouwen van de overgelopen priesters. Barlin won deze juridische strijd middels een uitspraak van de rechtbank van Baao in 1904 en later het hooggerechtshof in 1906, die bepaalde dat de kerkgebouwen in handen bleven van de Rooms-Katholieke Kerk.
Na het overlijden van bisschop Del Campo werd Barlin op 14 december 1905 door paus Pius X benoemd tot bisschop van Nueva Caceres. Hij was daarmee de eerste bisschop van Filipijnse afkomst. Het jaar erop werd hij op 29 juni 1906 in Manilla ingewijd als bisschop. In 1907 mocht Barlin de net geïnaugureerde Filipijnse Assemblee inwijdden. In zijn periode als bisschop nam hij ook deel aan de eerste kerkelijke Assemblee, in Manilla, waar de problemen van Rooms-Katholieke Kerk die toen speelden werden besproken.
Barlin overleed in 1909 in Rome, waarna hij werd begraven op de begraafplaats van Verano.